# Jacob Venance Koda
Jacob Venance Koda (ur. 9 grudnia 1957 w Kilomeni) – tanzański duchowny rzymskokatolicki, w latach 1999-2010 biskup Same.

## Życiorys
Święcenia kapłańskie przyjął 25 czerwca 1987. 16 marca 1999 został prekonizowany biskupem Same. Sakrę biskupią otrzymał 30 maja 1999. 15 kwietnia 2010 zrezygnował z urzędu.